# Eberhard Rebling

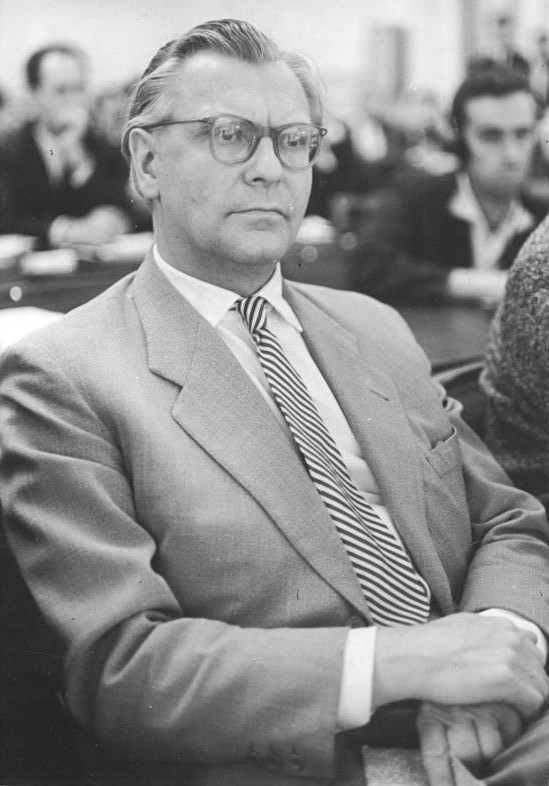
Eberhard Rebling (1963)

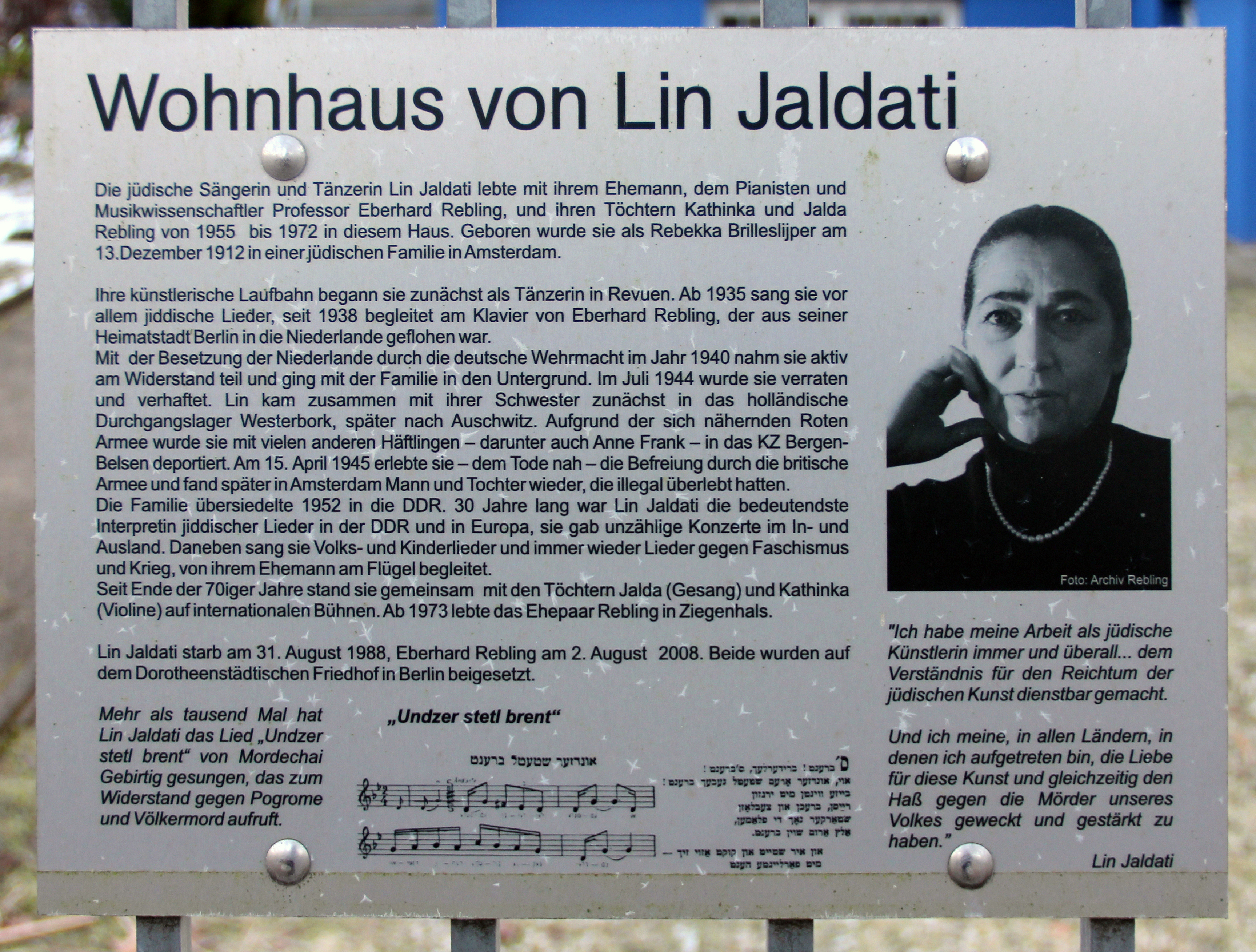
Gedenktafel am Haus, Puschkinallee 41, in Eichwalde

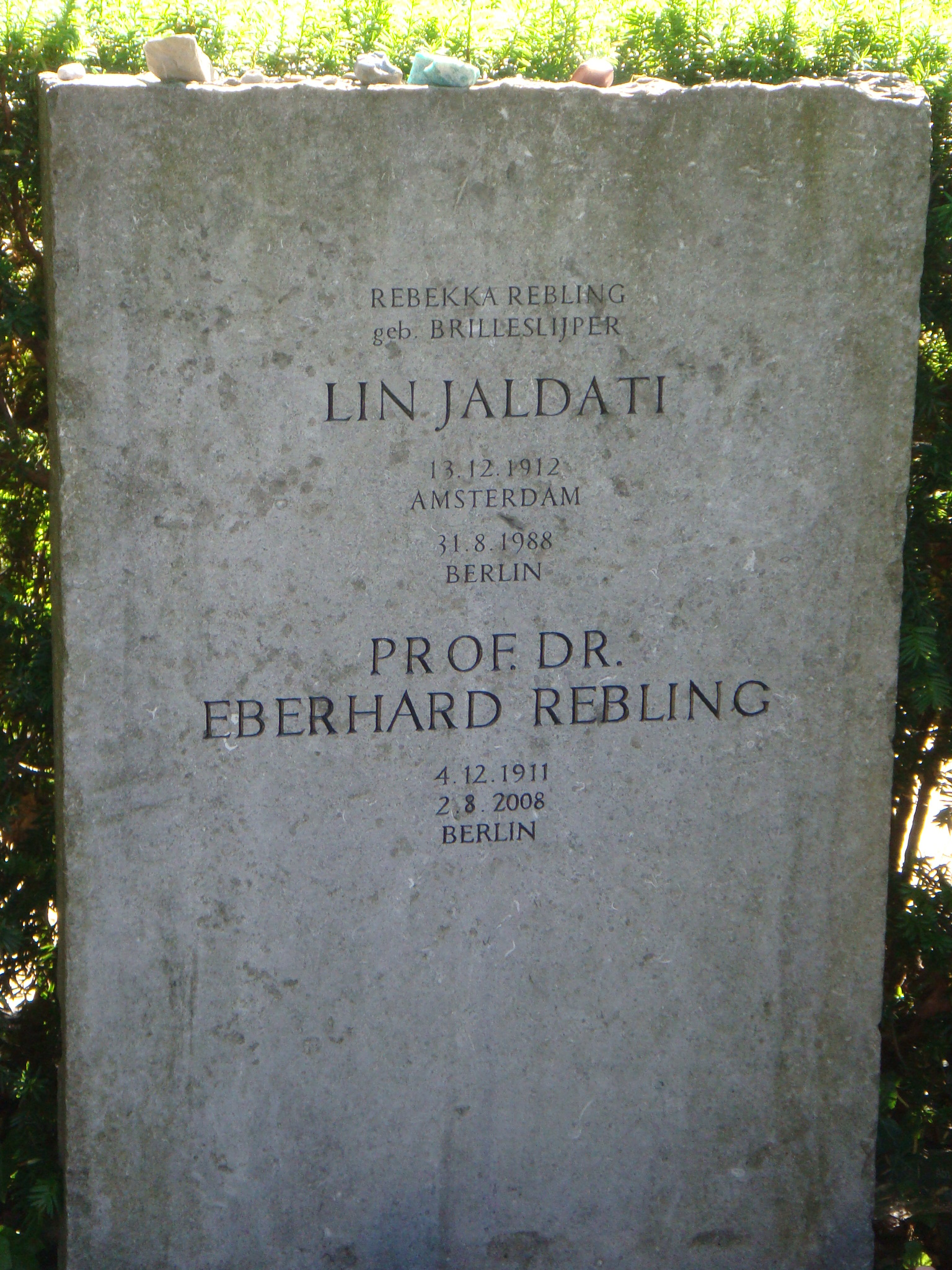
Grabstein auf dem Dorotheenstädtischen Friedhof von Berlin

Eberhard Rebling (* 4. Dezember 1911 in Berlin; † 2. August 2008 in Königs Wusterhausen) war ein deutscher Pianist, Musik- und Tanzwissenschaftler.

## Leben

### Kindheit und als junger Erwachsener
Rebling war ein Urenkel des Schwarzburg-Sondershäuser Juristen und Politikers Carl Rebling; sein Großvater Oskar Rebling war ein Gymnasialdirektor. Sein Vater war Major. Er begann mit 7 Jahren das Klavierspielen zu erlernen. Später erhielt er Unterricht bei Lydia Lenz in Berlin-Friedenau und konnte 1929 den 1. Preis beim Interpretenwettbewerb des Deutschen Künstlerverbandes gewinnen. Er spielte Stücke von Sergej Prokofjew und Ernst Toch. Nach dem Abitur am Goethe-Gymnasium in Berlin-Wilmersdorf, studierte Rebling Musikwissenschaft, unter anderem bei Friedrich Blume, Curt Sachs und Erich Moritz von Hornbostel, sowie Germanistik und Philosophie an der Friedrich-Wilhelms-Universität Berlin. 1932 verfolgte er Ernst Busch und Hanns Eisler live auf der Bühne und lernte den niederländischen Kunsthistoriker Leo Balet kennen und begann sich in der Folge mit dem Marxismus zu beschäftigen. Er lernte Georg Lukács und Andor Gábor kennen. 1933 erlebte er den Reichstagsbrand in Berlin und wählte daraufhin die KPD. Er beendete sein Studium 1935 mit einer Dissertation zur Erlangung des Dr. phil. bei Arnold Schering zum Thema Die soziologischen Grundlagen der Stilwandlung der Musik in Deutschland um die Mitte des 18. Jahrhunderts.

### Während des Zweiten Weltkrieges
1936 emigrierte Rebling aus Opposition zum nationalsozialistischen Regime nach Den Haag. Im gleichen Jahr erschien in Straßburg und Leiden das zusammen mit Leo Balet verfasste Buch Die Verbürgerlichung der deutschen Kunst, Literatur und Musik im 18. Jahrhundert. Im Jahre 1937 unternahm er eine Konzertreise als Klavier-Begleiter einer kleinen Tanzkompanie nach Java und Sumatra. Im gleichen Jahr lernte er in Den Haag seine Frau, die jüdische Schauspielerin, Tänzerin und Sängerin Lin Jaldati kennen, mit der er in der Nachkriegszeit zu jiddischen Liedern auftrat.
Rebling nahm als Pianist, Musikkritiker und -wissenschaftler am Niederländischen Musikleben teil. Aufmerksamkeit erregte er 1937 mit einem Artikel über De burgerlijke muziekopvattingen van Willem Mengelberg, der in der Monatszeitschrift Politiek en Cultuur erschien.
Rebling hielt in den Jahren 1938 bis 1940 Vorträge an den Volksuniversitäten und an der Hochschule für bildende Kunst in Den Haag. Er schrieb Beiträge für die Musikzeitschrift Maandblad voor hedendaagse Muziek und die Tageszeitung Vooruit.
Rebling mietete sich Anfang 1943 in den Niederlanden unter falschem Namen ein Haus und bot bis zu 20 jüdischen Flüchtlingen Unterschlupf. Das Versteck wurde 1944 verraten, er wurde von der Gestapo verhaftet und zum Tode verurteilt. Rebling konnte fliehen, doch der Großteil der in dem Haus lebenden Juden wurde verhaftet und in Konzentrationslager deportiert, unter ihnen Lin, die das Durchgangslager Westerbork, das KZ Auschwitz und KZ Bergen-Belsen überlebte. 1945 trafen sie sich wieder. Sechs der versteckten Juden überlebten den Holocaust jedoch nicht. Dafür, dass er den Flüchtlingen geholfen hatte, wurde Rebling am 11. Oktober 2007 von der israelischen Holocaust-Gedenkstätte Yad Vashem in Jerusalem mit dem Titel „Gerechter unter den Völkern“ geehrt. Rebling lernte 1945 Otto Frank, den Vater von Anne Frank kennen. Er schenkte ihm nach der Veröffentlichung des Tagebuchs der Anne Frank ein Exemplar. Rebling und seine Frau bereisten Westdeutschland, Frankreich, Israel und die USA mit einem Anne-Frank-Programm.

### Nachkriegszeit
Nachdem die deutsche Besatzung der Niederlande beendet worden war, wurde Rebling zunächst Musikredakteur der Tageszeitung der Kommunistischen Partei der Niederlande, De Waarheid. Er trat 1946 der Kommunistischen Partei der Niederlande (CPN) bei.
1951 überzeugte ihn Paul Wandel in die DDR zu kommen. 1952 übersiedelte er mit Lin Jaldati sowie den beiden Töchtern Kathinka und Jalda nach Ost-Berlin, wo er 1960 Mitglied der SED wurde.
In den Jahren von 1952 bis 1959 war er Chefredakteur der Zeitung Musik und Gesellschaft, ab 1957 Co-Chefredakteur der Musikzeitschrift Melodie und Rhythmus und ab 1959 Professor und Rektor der Hochschule für Musik, die durch seine Initiative den Namen „Hanns Eisler“ erhielt. Reblings Interesse galt dem Ballett. Nach mehreren Reisen und seiner Emeritierung 1976 verfasste er umfassende Werke zur Tanzkunst Indiens und Indonesiens. Sein Archiv übergab er 2002 der Berliner Akademie der Künste. 1959 begleitete er Paul Robeson am Klavier. 1960 gehörte er zu den Mitbegründern der Singebewegung. 1976 trat er mit Ernst Busch und Gisela May im Filmtheater Kosmos auf.
Rebling war seit 1963 Mitglied der Volkskammer und des Forschungsrats für musikalische Berufsausbildung beim Ministerium für Kultur. Er war Mitglied des Friedensrates der DDR und des Präsidialrates des Kulturbundes der DDR. Bis zu seinem Tode war er Mitglied der PDS und später der Linkspartei und hielt auf politischen Veranstaltungen Vorträge über seine Zeit und Situation während des Zweiten Weltkriegs. Er gehörte dem „Ältestenrat“ der Partei an.
Rebling ist auf dem Friedhof der Dorotheenstädtischen und Friedrichswerderschen Gemeinden beigesetzt.
Seine jüngere Tochter Jalda Rebling ist als Sängerin tätig, die ältere Kathinka Rebling war Violinistin und Musikprofessorin.

## Auszeichnungen
- 1929 1. Preis beim „Interpretenwettbewerb des Deutschen Künstlerverbandes“ in Berlin
- 1954 Nationalpreis der DDR III. Klasse für Kunst und Literatur (im Kollektiv des Films Ludwig van Beethoven)
- 1956 Ehrennadel der Gesellschaft für Deutsch-Sowjetische Freundschaft in Gold
- 1958 Theodor-Fontane-Preis des Bezirks Potsdam (im Kollektiv mit Lin Jaldati)
- 1959 Ernst-Moritz-Arndt-Medaille
- 1960 Friedensmedaille
- 1961 Vaterländischer Verdienstorden in Bronze
- 1971 Artur-Becker-Medaille in Gold
- 1972 Vaterländischer Verdienstorden in Gold
- 1976 Ehrenmedaille des Komitees der Antifaschistischen Widerstandskämpfer in der DDR
- 1976 Ehrenspange zum Vaterländischen Verdienstorden in Gold[7]
- 1977 Ehrennadel des Verbandes der Komponisten und Musikwissenschaftler der DDR in Gold
- 1979  Medaille des Weltfriedensrates für den hervorragenden Beitrag für Frieden und Völkerfreundschaft
- 1981 Stern der Völkerfreundschaft in Silber
- 1985 Lessing-Preis der DDR
- 1986 Karl-Marx-Orden
- 2007 Gerechter unter den Völkern

## Schriften

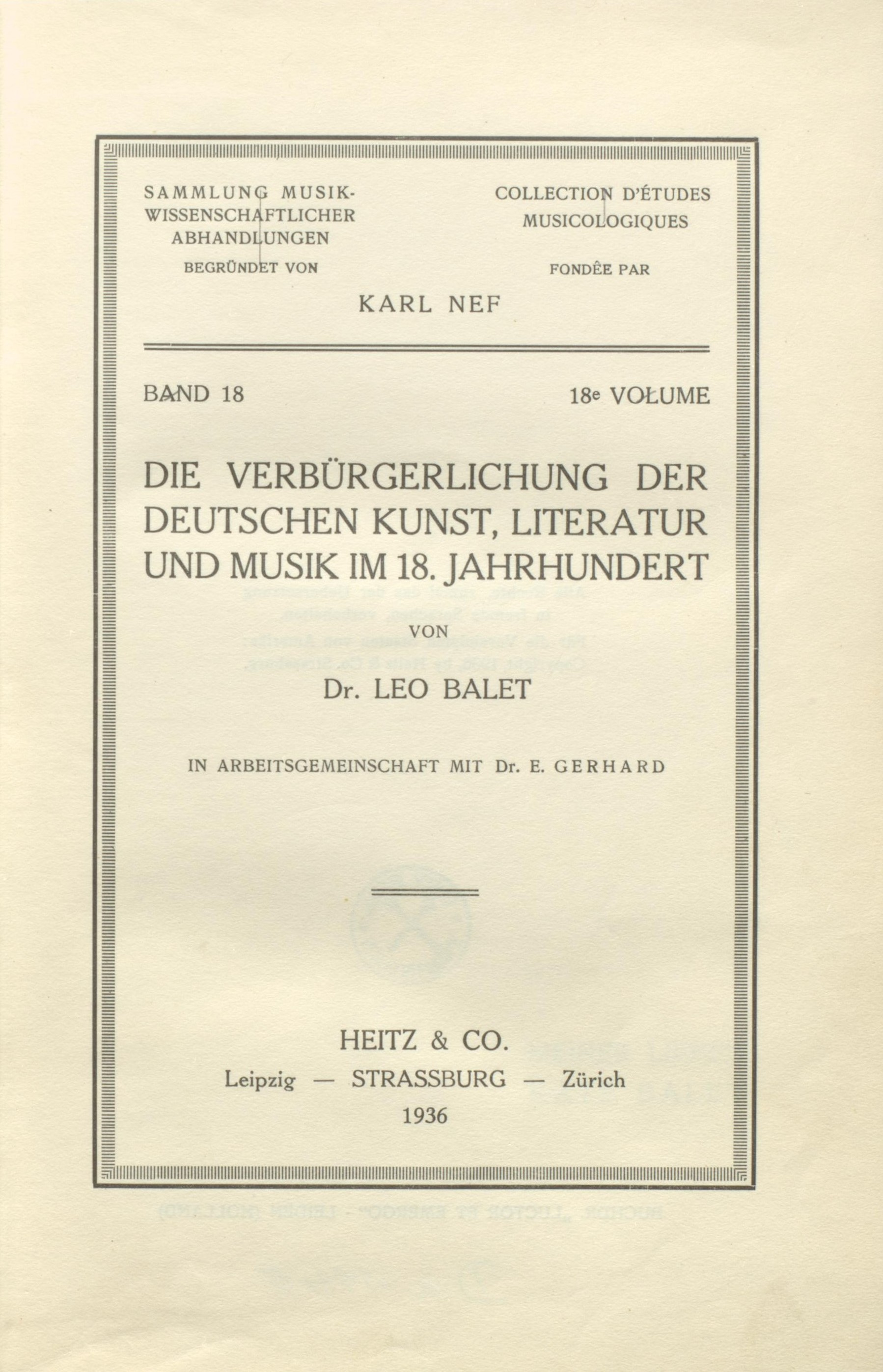
Die Verbürgerlichung der deutschen Kunst, Literatur und Musik im 18. Jahrhundert (1936)

- Die soziologischen Grundlagen der Stilwandlung der Musik im 18. Jahrhundert. 1935 (Dissertation).
- Leo Balet und E. Gerhard [d. i. Eberhard Rebling]: Die Verbürgerlichung der deutschen Kunst, Literatur und Musik im 18. Jahrhundert.
  - 1. Ausgabe: Heitz, Straßburg/Leiden, 1936.
  - 2. Ausgabe durch Gert Mattenklott: Ullstein, Frankfurt am Main/Berlin/Wien 1973; 2., erweiterte Auflage, 1979.
  - 3. Ausgabe: (= Fundus-Reihe. 61/62). Verlag der Kunst, Dresden 1979.
- Revolutionnaire Liedern uit Nederlands Verleden. Amsterdam 1938.
- Den lustelijken Mai – Musik im 17. Jahrhundert in den Niederlanden. Amsterdam 1948.
- Een Eeuw Danskunst in Nederland. Querido, Amsterdam 1950.
- Johann Sebastian Bach en de overwinning van de barok. Arnhem 1951.
- Ballett Gestern und Heute. Henschel, Berlin 1956.
- Hans Joachim Moser, Eberhard Rebling (Hrsg.): Robert Schumann, aus Anlass seines 100. Todestages. Breitkopf und Härtel, 1956.
- Musikbücherei für Jedermann – „Ballett“. Reclam, Leipzig 1963.
- mit Lin Jaldati: Es brennt, Brüder, es brennt. Jiddische Lieder. Berlin 1966.
- Ballett heute. Henschel, Berlin; Heinrichshofen, Bremerhaven 1970.
- Tanz der Völker. Berlin, Henschel; Bremerhaven, Heinrichshofen 1972.
- Ballettfibel. Henschel, Berlin 1974.
- Marius Petipa, Meister des klassischen Balletts. Heinrichshofen, Wilhelmshaven 1980.
- Das grosse Ballettlexikon. Ein Führer durch die Welt des Balletts von A bis Z. 4. Auflage. Heyne, München 1980, ISBN 3-453-41434-9.
- Ballett A–Z. 4. Auflage. Henschelverlag Kunst und Gesellschaft, Berlin 1980.
  - Ballett A–Z. Ein Führer durch die Welt des Balletts. 4. Auflage. Heinrichshofen, Wilhelmshaven 1980, ISBN 3-7959-0075-1.
  - Ballett A–Z. 5. Auflage, Henschelverlag Kunst und Gesellschaft, Berlin 1984.
- Die Tanzkunst Indiens. Henschel, Berlin 1981; wieder Heinrichshofen, Wilhelmshaven 1982, ISBN 3-7959-0348-3.
- Die Tanzkunst Indonesiens. Noetzel, Wilhelmshaven 1989, ISBN 3-7959-0552-4.
- mit Lin Jaldati: „Sag nie, du gehst den letzten Weg!“ Lebenserinnerungen 1911 bis 1988. Der Morgen, Berlin 1986, ISBN 3-371-00010-9; wieder (= Sammlung. 1). BdWi-Verlag, Marburg 1995, ISBN 3-924684-55-3. Dieses Buch erschien Mai 2024 unter dem Titel Lied van verzet auf Niederländisch, übersetzt von Johan Meijer, Diete Oudesluijs, Rimco Spanjer und Sander Stotijn.
- Eberhard Rebling im Gespräch mit Peter Schleuning: Entstehung und Wirkung des frühen Versuchs einer marxistischen Kunst- und Musikhistoriografie. In: Wolfgang Martin Stroh, Günter Mayer (Hrsg.): Musikwissenschaftlicher Paradigmenwechsel? Zum Stellenwert marxistischer Ansätze in der Musikforschung. BIS, Oldenburg 2000, ISBN 3-8142-0726-2, S. 89–97, urn:nbn:de:gbv:715-oops-6429.

## Werke
- Vier Nigunim. 1943; Druckfassung: Vier Nigunim. Ostjüdische Volksmelodien für Klavier zu zwei Händen (= Coll. Litolff. Nr. 5261). Peters, Leipzig; Litolff, Leipzig 1960, DNB 100532364X (Partitur).
- Für Kathinka. 12 Kinderstücke (1960).

## Diskografie (Auswahl)
- Lin Jaldati singt Lieder von Louis Fürnberg, Hanns Eisler und Mordechaj Gebirtig. Klavier: Eberhard Rebling, 1957–1961, Hastedt 2008.

## Radiofeature
- Ed Stuhler: Lin und Eberhard – Geschichte einer großen Liebe. Deutschlandfunk, 8. Februar 2013.

## Filmografie
- Friedrich Schiller, Dokumentarfilm, DDR 1955, Regie: Max Jaap
- Lin Jaldati singt, Kurz-Dokumentarfilm, DDR 1962, Regie: Gerhard Jentsch

## Archiv
- Eröffnung des Lin-Jaldati- und Eberhard-Rebling-Archivs. (PDF; 905 kB) 16. Dezember 2012. In: adk.de. Akademie der Künste (Berlin), archiviert vom Original (nicht mehr online verfügbar) am 31. Oktober 2012; abgerufen am 8. August 2018 (Archiv seit Dezember 2012 öffentlich zugänglich; siehe Weblinks).